# Bibiane Schoofs
Bibiane Schoofs (født 13. maj 1988 i Rhenen, Holland) er en professionel tennisspiller fra Holland.